# نبات حولي
النبات الحولي أو السنوي (بالإنجليزية: Annual plant)‏ هو نبات يكمل دورة حياته، من الإنبات إلى إنتاج البذور، خلال موسم زراعة واحد، ثم يموت. يختلف طول مواسم الزراعة والفترة التي تحدث فيها حسب الموقع الجغرافي، وقد لا تتوافق مع التقسيمات الموسمية التقليدية الأربعة للسنة. فيما يتعلق بالمواسم التقليدية، يتم تصنيف النباتات السنوية عمومًا إلى الحولية الصيفية والحولية الشتوية. تنبت الحولية الصيفية خلال الربيع أو أوائل الصيف وتنضج بحلول خريف نفس العام. تنبت الحولية الشتوية خلال الخريف وتنضج خلال ربيع أو صيف السنة التقويمية التالية.
يمكن أن تحدث دورة حياة واحدة من البذرة إلى البذرة سنويًا في أقل من شهر في بعض الأنواع، على الرغم من أن معظمها يستمر لعدة أشهر. يمكن أن ينتقل رابا البذور الزيتية من بذرة إلى بذرة في حوالي خمسة أسابيع تحت مجموعة من مصابيح الفلورسنت. غالبًا ما يستخدم هذا النمط من النمو في الفصول الدراسية للتعليم. العديد من النباتات الحولية الصحراوية عبارة عن نباتات ثيروفيتية،  لأن دورة حياتها من البذور إلى البذور تستغرق أسابيع فقط وتقضي معظم العام كبذور للبقاء على قيد الحياة في ظروف الجفاف.
من أمثلة النباتات الحولية القمح والشعير والشوفان والشيلم والأرز والذرة والفول وفول الصويا والحمص والبازيلاء.

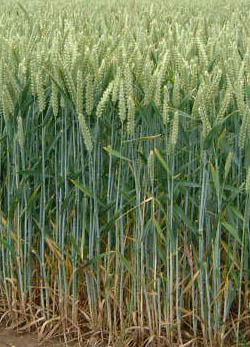
سنابل القمح

## النباتات الحولية
هي نباتات تنمو وتزهر وتعطي البذور خلال حول (أي عام) وتتجدد زراعتها سنوياً ولذلك سميت بالحوليات، وهناك نوع آخر ينمو والبذور في السنة الثانية وتسمى نباتات ذات الحولين، ولزراعة البذور يستعمل طمي نظيف منخول وتكون زراعتها في مكان مظلل ويراعى عدم جمع البذور قبل اكتمال نضجها فتقل نسبة الإنبات وتوضع البذور في أكياس وتخزن في مكان نظيف بعيد عن الآفات، وتحفظ البذور في مكان بارد مهوى. وتنقسم النباتات الحولية إلى:

### الحوليات الصيفية
هي مجموعة من النباتات العشبية ذات الأزهار المتباينة وتنمو هذه النباتات وتزهر في فصل الصيف والخريف وتزرع بذورها في منتصف فبراير حتى أبريل وتزهر من يونيو الي نوفمبر , ومن امثلة هذه المجموعة 

1/نباتات الزينة من الأعشاب المزهرة مثل نبات الزينيا ودوار الشمس وعرف الديك ومن الأبصال الكرينم

2/الحشائش مثل نبات مغد أسود

3/النباتات الطبية والعطرية مثل الكركديه

### الحوليات الشتوية
تنمو نباتات هذه المجموعة وتزهر في فصلى الشتاء والربيع حيث تزرع بذورها في الفترة من يوليو إلى سبتمبر بينما يبدأ موسم الأزهار في الفترة من ديسمبر إلى مايو ومن أمثلة هذه المجموعة

1/نباتات الزينة من الأعشاب المزهرة مثل نبات الخطمية الوردية والأقحوان 

2/الحشائش مثل نبات زوان متعدد الأزهار

3/النباتات الطبية والعطرية مثل نبات الكزبرة

### النباتات ذات الحولين
هي مجموعة من النباتات العشبية تكمل دورة حياتها في موسمين زراعين متتالين فتزرع بذورها في شهر مايو وديسمبر نموها الخضرى طوال العام ثم تبدأ في الأزهار في شهر مايو ويونيو من العام التالي للزراعة، ومن أمثلة هذه المجموعة بوصير وبصل وثوم وبقدونس